# 莉亞·歐嘉納
奧德蘭的莉亞·歐嘉納公主（英語：Princess Leia Organa of Alderaan）後稱作莉亞·歐嘉納·索羅（英語：Leia Organa Solo）和莉亞·歐嘉納將軍（英語：General Leia Organa），而出生名為莉亞·艾米達拉·天行者（英語：Leia Amidala Skywalker），是乔治·卢卡斯导演的著名科幻电影《星球大战》主傳三部曲中的主要人物，由嘉莉·費雪飾演。該角為本傳三部曲中的三大主角之一，與韓·索羅為戀人，同時也是路克·天行者的雙胞胎妹妹，達斯·維達（安納金·天行者）和前納布女王兼眾議員佩咪·艾米達拉的女兒。基於盧卡斯影業被迪士尼公司收購， 2017年，因莉亞公主飾演者嘉莉·費雪於2016年末的逝世，網友號召連署讓莉亞公主成為「迪士尼公主」成員。

## 人物

### 正傳三部曲
奧徳朗星球公主，由絕地大師歐比王親自將襁褓中的莉亞交給自願扶養的朋友——奧徳朗星球參議員貝爾·歐嘉納公爵和布蕾哈·歐嘉納女王夫婦收養。長大後追随着养父的脚步投身政治，她成为了帝國參議院有史以来最年轻的议员，奥德朗星球的代表。作为参议员，她为许多“外交援助任务”而奔走，但那只是反抗軍再补给任务的掩护。她利用她的外交豁免权和领事船赢得前往被封锁地区的权利。
在銀河帝國廢除帝國參議院的時候成立反抗軍，是反抗軍重要的首領之一。後來被成了达斯·维达的安納金·天行者抓到，母星奧德朗也被死星毀滅。她派出機器人C-3PO跟R2-D2到塔圖因尋求歐比王·肯諾比的援助，兩具機器人被路克·天行者的叔叔於黑市中買下，消息最後讓路克·天行者知道。路克·天行者與歐比王跟走私專家韓·索羅還有武技族的丘巴卡一起前往达斯·维达所在的滅星者級巡洋艦，韓·索羅更對莉亞公主一見鍾情。歐比王犧牲自己以后，莉亞公主被救出，她随后說服路克還有索羅加入了反抗軍。
韓·索羅對莉亞公主糾纏不清，莉亞公主則假裝跟路克交往激怒韓·索羅。但是在經過一段冒險之後，莉亞漸漸被韓·索羅的豪邁、膽大心細所吸引。韓·索羅被獎金獵人抓住，莉亞在他被賈霸扣押的時候潛入敵營相救。韓·索羅跟莉亞是最常活動的兩人組合，默契十足。當莉亞以為路克對自己的情感是認真的時候極力想說清楚，但路克卻告訴她他們是兄妹，如果路克有什麼不測，那莉亞就是最後一個絕地武士人選。

### 《原力觉醒》故事之前
新共和国在赢得银河内战后，新共和国的政客认为第一軍團不足为惧。新共和国政府对第一秩序公然违反《银河和议》的事实以及屡次越过缓冲区侵害共和国利益的行为不管不顾，仅仅依靠发表外交抗议了事。莉亞是少数对帝国残余势力持强硬态度的新共和国官员之一。她反对裁军，认为第一軍團会毁灭新共和国努力奋斗的一切，应该予以严厉打击。然而，她却被她的政敌污蔑为战争贩子、不可救药的和活在过去的人，甚至遭到新共和国高层的排挤。另一方面，新共和国默许莱娅·奥加纳组建抵抗勢力（Resistance）对抗第一軍團。抵抗力量是莱娅成立的一支私人秘密小部队，专门用于监视和防范第一軍團的行为。其成员几乎都由莉亞亲自招募。抵抗勢力表面上依然是新共和国军队的一部分，但仅仅得到共和国道义上的支持，而得不到实质上的资助。抵抗勢力所依赖的资金、飞船和装备仅由新共和國內少數分憂共患之參議員所贊助。为了防止被政敌和第一軍團抓住把柄而挑起不必要的事端，抵抗勢力的许多行动都是秘密的。
此外，莉亞公主亦接受了兄長路克·天行者的絕地訓練，並製造了屬於自己的藍色光劍。可是，莉亞公主在訓練期間感應到她的絕地訓練將為她帶來失去兒子的悲痛事實，所以在訓練的最後一日把光劍交給路克，並告訴路克日後將會有真正適合的人拾起她的光劍。

### 原力覺醒
莉亞擔任對抗第一軍團的抵抗勢力的將軍，同時也在尋找失蹤的路克。

### 最後的絕地武士
派遣芮前往尋找自我放逐於AHCH-TO星的路克·天行者之後，莉亞於Raddus級主力巡洋艦上指揮抵抗勢力基地所在的D'Qar星所有人員、船艦、裝備進行撤離，以防範第一軍團隨之而來的襲擊。在襲擊過程中，莉亞透過原力感知到其子凱羅·忍亦參與此次的襲擊，就在凱羅忍猶豫是否要對其母親所在的巡洋艦艦橋進行轟炸時，母子之間的原力感應令凱羅無法痛下殺手。莉亞所在的艦橋卻意外地被凱羅·忍另外兩架僚機發射的質子魚雷擊中，引發的爆炸及失壓令莉亞身受重傷、昏迷甚至被拋出船艙至寒冷的太空環境中。就在人員清點傷亡名單時，眾人訝異地發現莉亞使用原力從船艦殘骸中飛回了船艙閘門口並奇蹟似地存活了下來。儘管傷勢嚴重但生命跡象卻很穩定。在治療艙中逐漸恢復的莉亞，在下意識中利用原力與其胞兄路克·天行者進行了短暫的溝通。治療完成而康復的莉亞來到波·戴姆倫所在的船艙並發現抗命何朵中將並將其押為人質的波。莉亞隨即用爆能槍將波打昏。待波甦醒後，莉亞告訴波何朵中將真正的企圖乃是將巡洋艦作為掩護以便殘存的抵抗勢力成員降落至以往反抗軍所使用位於Crait星的基地以待第一軍團的攻勢退去。然而第一軍團早已發現抵抗勢力的真正企圖，並派遣了地面部隊前往星球表面與抵抗勢力進行最後決戰。莉亞命其部屬向外環星域的同盟成員發出急切的求救訊息，然而卻沒有收到任何回應，莉亞哀嘆銀河系中已然失去希望。就在抵抗勢力最後的戰力逐漸被消耗殆盡時，莉亞與失蹤已久的路克終於重逢，路克使用原力投影來到莉亞面前，告知莉亞必須趁他拖延第一軍團時趁亂逃脫，並將千年鷹號上韓·索羅的幸運骰子交給莉亞，莉亞感到欣慰也恢復了希望。而後路克因為過度使用原力投影並直接導致他自身的死亡時，莉亞與芮重逢，並與僅存的抵抗勢力成員登上千年鷹號，準備重新建立全新的抵抗勢力。

### 天行者的崛起
莉亞與僅存的抵抗勢力成員來到一個叢林密佈的星球，並對芮展開未完成的絕地訓練。後來芮出發尋找通往西斯秘密聖殿的線索，並在安鐸上的死星殘骸與凱羅·忍決戰，在最後關頭，莉亞以原力感應呼叫了兒子凱羅·忍，感應到母親的呼喚後，凱羅·忍終於選擇了放下光劍，而莉亞亦因為耗盡了所有力氣而安祥地離世。最後，莉亞與兄長路克的絕地英靈於塔圖因上看著已戰勝白卜庭的芮，面上露出欣慰的笑容。

## 外部連結
- 星际大战官方网站 （页面存档备份，存于）
- 星球大战论坛
- 星球大战——STAR WARS
- 星际大战的发源地 （页面存档备份，存于）
- Wookieepedia上的相关条目：Leia Organa Solo